# 國立鳳山高級中學
國立鳳山高級中學，簡稱鳳山高中、FSSH、鳳中，是位於台灣高雄市鳳山區的公立高級中學。

## 校史
- 1939年日治時期，林園庄立林園農業專修學校擴充學區，由大寮、林園及三庄設立，且合併始設鳳山園藝專修學校。
- 1944年4月，改為鳳山女子農業學校，專收女生。
- 1945年，戰後校名易為高雄縣立鳳山初級中學，兼收男女生。
- 1953年，高中部招生，改為高雄縣立鳳山中學。
- 1954年8月，接收自中國大陸來台的私立誠正中學由高雄縣教育局接管後，改隸屬臺灣省教育廳而更名臺灣省立鳳山中學，初中部及高中併行招生。
- 1970年8月，配合政府「九年國教」政策，及「省辦高中、縣辦國中」的政策，接收原高雄縣立鳳山中學高中部之學生後，停招初中部，更名為臺灣省立鳳山高級中學。
- 2000年精省改隸屬教育部，更名為國立鳳山高級中學[2]。

## 歷任校長
| 任別 | 姓名       | 就職時間             | 備註 |
| ---- | ---------- | -------------------- | --- |
| 1    | 渡邊澤之介 | 1939年—1940年        | 鳳山園藝專修學校時期 |
| 2    | 中里晴喜   | 1941年—1942年        | |
| 3    | 濱田勳夫   | 1943年—1944年        | 鳳山女子農業學校時期 |
| 4    | 羅安心     | 1945年8月—1946年1月  | 高雄縣立鳳山初級中學時期，兼收男女生， 創臺灣中等學校男女同校之先例。之後並最早 實驗試辦男女合班，為省中男女合班之先河。 |
| 5    | 林萬振     | 1946年2月—1946年6月  | |
| 6    | 鄭君寶     | 1946年2月—1946年6月  | |
| 7    | 洪輯洽     | 1946年11月—1947年9月 | |
| 8    | 程清浦     | 1947年10月—1949年2月 | |
| 9    | 伍士焜     | 1949年3月—1953年12月 | 高雄縣立鳳山中學時期 |
| 10   | 高惠如     | 1954年1月—1960年7月  | 臺灣省立鳳山中學時期 |
| 11   | 鄭捷       | 1960年8月—1982年7月  | 1970年進入臺灣省立鳳山高級中學時期                                                                                       |
| 12   | 譚地大     | 1982年8月—1989年7月  | |
| 13   | 蔡清祥     | 1989年8月—1995年7月  | |
| 14   | 陳麗卿     | 1995年8月—2003年7月  | 2000年進入國立鳳山高級中學時期                                                                                           |
| 15   | 廖萬成     | 2003年8月—2010年8月  | |
| 16   | 梁榮財     | 2010年9月—2014年8月  | |
| 17   | 陳龔聲     | 2014年9月—2019年9月  | |
| 18   | 羅金盛     | 2020年8月—2023年8月  | |
| 19   | 吳曉暢     | 2023年8月—現任       | |

## 教學特色
- 自1990年起奉准成立數理資優班，而後於1995年再奉准成立語文資優班，於2021年取消語文資優班之辦理。
- 高一各班開設日語或德語課程，105學年度新增越南語，106學年度新增韓語，107學年度新增西班牙文。109學年度新增法語。
- 自2005年起組成教育旅行團，由校長領隊到日本高校進行參訪，與外國學生作文化交流。自2006年起由國際扶輪安排外國學生到該校學習中文[3]。於2021年春與美國箴言高中簽定雙聯合約，未來學生可取得機會直升美國大學 [4]。

## 社團

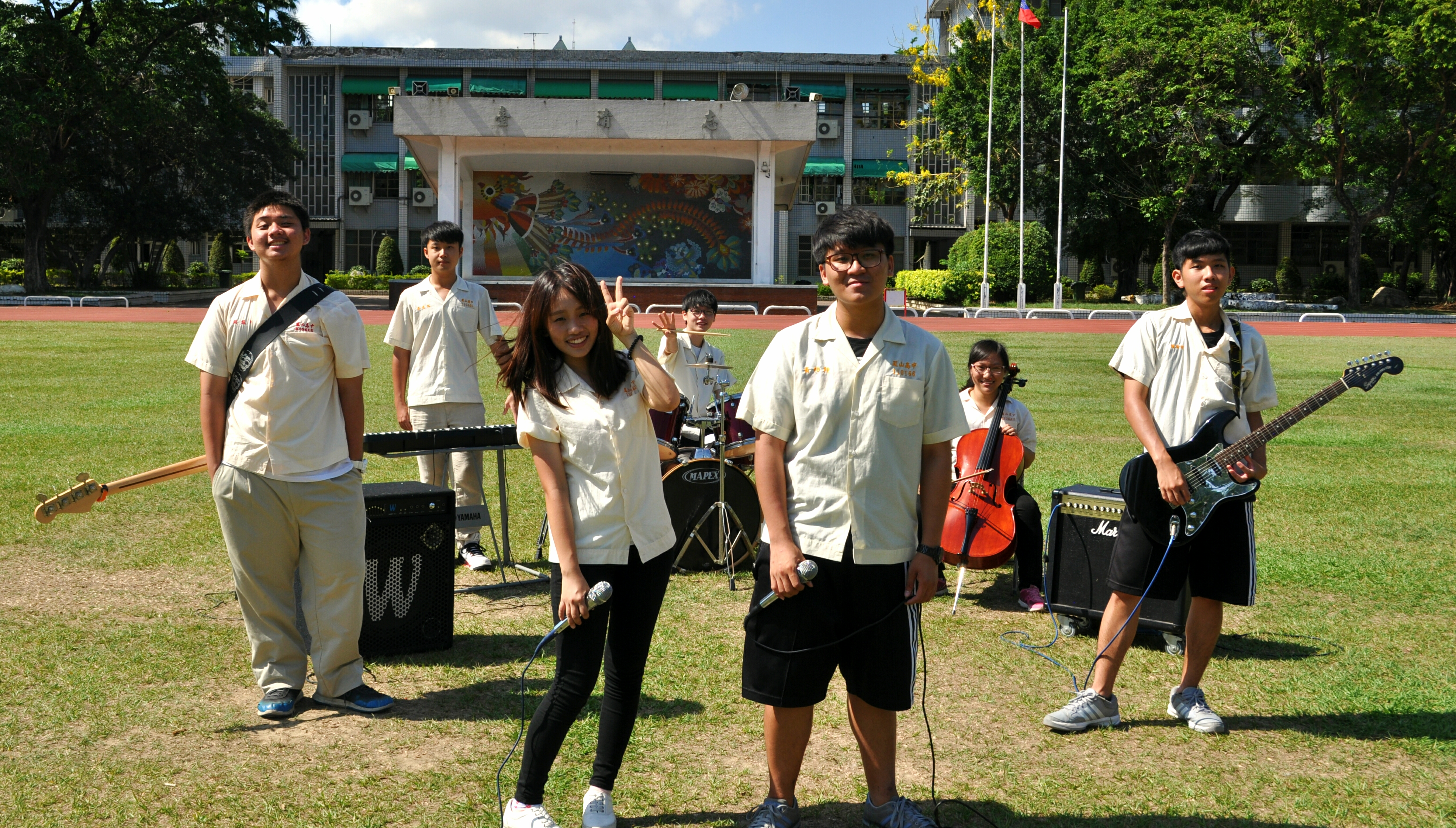
鳳山高中學生樂團

### 管樂團
鳳山高中校友管樂團成員大多來自國立鳳山高級中學管樂社的畢業校友。

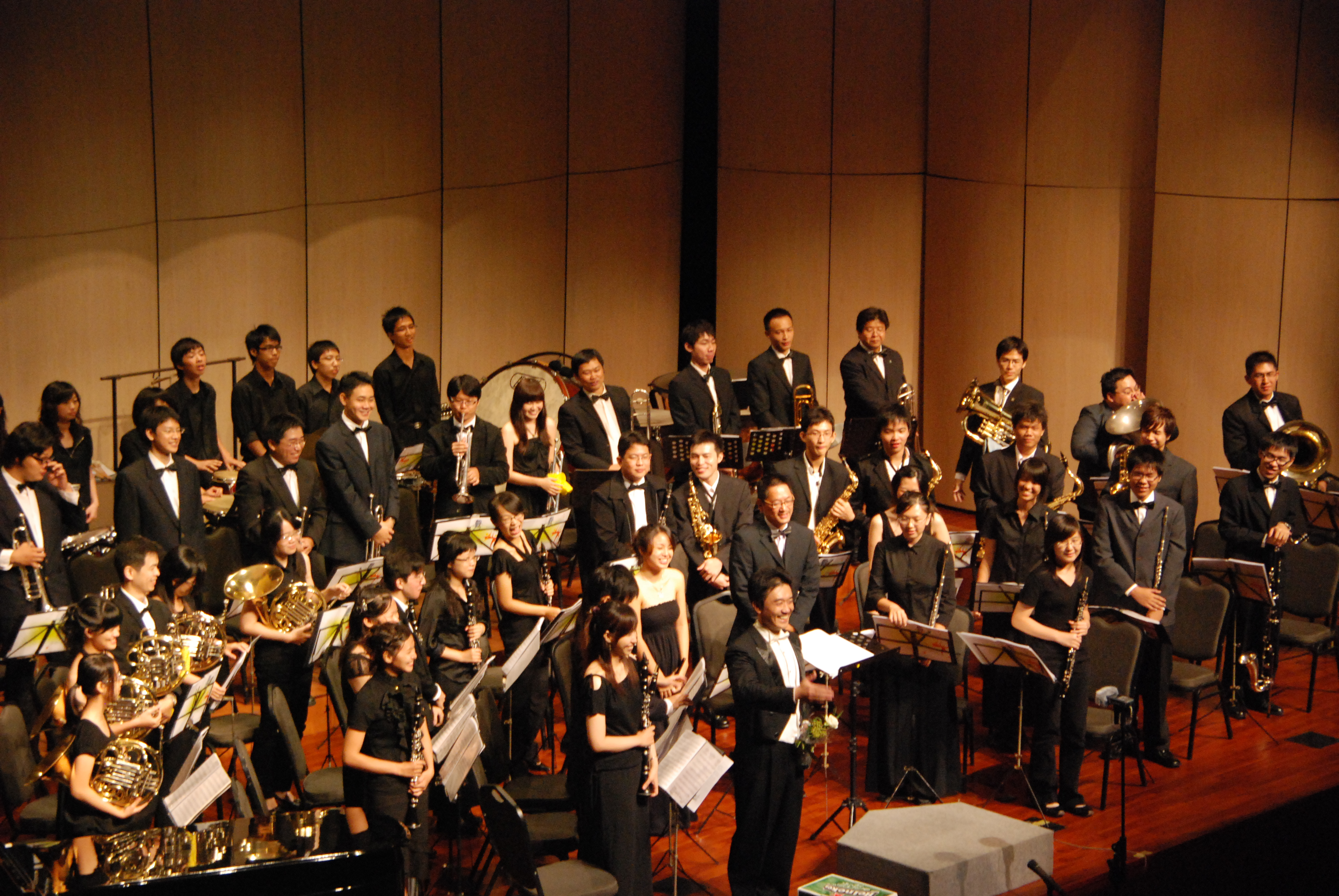
鳳山高中校友管樂團

## 校歌
我們是民族的戰士 我們是革命的洪流

跟著時代前進 趕上時代前頭

鳳山復興基地 學府日起新猷

手腦並用創造 文武合一貽謀

維護文化 光復神州
大家努力 狀志必酬

由於日治時期校歌詞曲資料佚失，所以現今的鳳中校歌創作於1952年，是由趙崑祥作曲，譚地大作詞，在當時全國上下充滿反攻大陸口號的情況下，加上鳳中位處於軍事院校林立與軍區密布的區域（鳳中附近有衛武營、中華民國陸軍軍官學校、陸軍第八○二總醫院等重要軍事單位），因此在時代與地理氛圍影響下，鳳中校歌有著一般普通高中校歌中罕見之軍歌式的詞曲風格。之後鳳中曾於2008年一度存在更換校歌之提議，但考量歷屆校友反對，最終決定不予更換。

## 事件
2021年4月17日，鳳山高中舉行82周年校慶園遊會。考慮嚴重特殊傳染性肺炎疫情，校方在園遊會舉辦前幾周，召集各班班級代表討論是否開放校外人士參與園遊會，並於會後指示各班班代回班進行投票調查。最終投票結果以照常開放者票數最多。之後校方逕行宣布校慶園遊會不對外開放，並稱遭到高雄市政府衛生局刁難。然而學生會成員向衛生局求證後，發現衛生局與校方說詞有落差；學生對防疫計畫難處提出建設性解決方案，亦遭校方駁回。在學生與校方的談判過程中，有學生將與主任的談判過程逐字稿上傳社群網站，便遭時任學務主任警告：「我如果保留法律追訴權你覺得如何」，學生會認為學生表達意見與受傾聽的權利遭到打壓。最後，學生會於園遊會當天號召學生著黑T、戴黑色口罩，於操場靜坐抗議。

## 逸聞
2011年，世界各地校友千里迢迢返校追憶享壽71歲的鳳中音樂老師。

## 姊妹校
- 德国：聖貞中學（德语：Liebfrauenschule Mülhausen）
- 捷克：帕爾杜比采中學（捷克語：Gymnázium Pardubice）

## 外部連結
- 國立鳳山高級中學 （页面存档备份，存于）
- 鳳山高中新生網 （页面存档备份，存于）